# Jenny Thompson
Jenny Thompson (n. 26 februarie 1973, Danvers⁠(d), Massachusetts, SUA) este o înotătoare americană, medaliată olimpică. A participat la 4 ediții ale Jocurilor Olimpice (1992, 1996, 2000, 2004) în care a câștigat 11 medalii de aur, 4 medalii de argint și o medalie de bronz.